# Chronik eines Augenzeugen
Die Chronik eines Augenzeugen (ukrainisch Літопис самовидця) ist eine Chronik über die Geschichte der Saporoger Kosaken.
Sie behandelt die Geschichte der Jahre 1648 bis 1702. Die Einleitung beschreibt die Zustände in der Ukraine vor der Ära Bohdan Chmelnyzkyjs. Ossip Bodjanski nahm die Einleitung auf, als er die Chronik 1846 in der Zeitschrift Lesungen bei der Kaiserlichen Gesellschaft für russische Geschichte und Altertumskunde veröffentlichte. Orest Lewyzkyj lehnte sie in seiner Ausgabe der Chronik von 1878 ab, da er glaubte, sie sei zu einem späteren Zeitpunkt hinzugefügt worden. Nach der Einleitung untersucht der erste Teil den Chmelnyzkyj-Aufstand. Der zweite Teil stellt eine Chronik der Ereignisse in der linksufrigen Ukraine bis 1702 dar. Er wurde wahrscheinlich in Starodub geschrieben, was aufgrund der Häufigkeit lokaler Details vermutet wird. Die Chronik eines Augenzeugen war eine wichtige Quelle historischer Informationen für die Samijlo-Welytschko-Chronik und einige spätere historische Werke der Kosakenzeit.
Die Chronik wurde in der ukrainischen Literatursprache der damaligen Zeit verfasst, die der Umgangssprache eines Dialekts der rechtsufrigen Ukraine nahekam. Die Bezeichnung Chronik eines Augenzeugen stammt von Pantelejmon Kulisch. Wer die Chronik verfasst hat, ist nicht bestätigt, aber es war wahrscheinlich ein hochrangiges Mitglied der Kosaken-Ältesten und ein Funktionär der ukrainischen Regierung. Die Ermittlung seiner Identität erfolgte auf der Grundlage autobiografischer Materialien in der Chronik. In den 1920er Jahren gelangten die Gelehrten Wiktor Romanowskyj und Mykola Petrowskyj unabhängig voneinander zu dem Schluss, dass der Autor der Chronik wahrscheinlich Roman Rakuschka, ein orthodoxer Priester einer Kirche in Starodub und Generalinspekteur der Staatskasse des Hetmanats war. Diese Theorie wurde von vielen Historikern übernommen, darunter Dmytro Bahalij, Dmytro Doroschenko, Mychajlo Hruschewskyj, Iwan Krypjakewytsch und mehreren sowjetischen Geschichtsschreibern.
Das Original der Chronik eines Augenzeugen ist nicht erhalten geblieben. Es sind sechs Manuskriptkopien erhalten, die frühestens im 18. Jahrhundert angefertigt wurden. Die ältesten und zuverlässigsten sind die von Petro Iskryzkyj, die auf 1734 datiert und dem Original am nächsten sind, und die von Jakiw Koselskyj aus dem späten 18. Jahrhundert. Diese dienten als Grundlage für wissenschaftliche Forschungen und für neuere Ausgaben, darunter die von Ossyp Bodianski von 1846, der das Manuskript von Pantelejmon Kulisch erhielt. Eine weitere Ausgabe wurde von der Kiewer Archäografischen Kommission 1878 herausgegeben und enthielt eine Einleitung von Orest Lewyzkij. Diese Ausgabe wurde als Teil der Harvard Series in Ukrainian Studies 1972 neu aufgelegt. Eine andere Ausgabe wurde 1971 vom Institut für Geschichte der Akademie der Wissenschaften der Ukraine herausgegeben.